# Altewiekring 70
Koordinaten: 52° 15′ 37″ N, 10° 32′ 30″ O

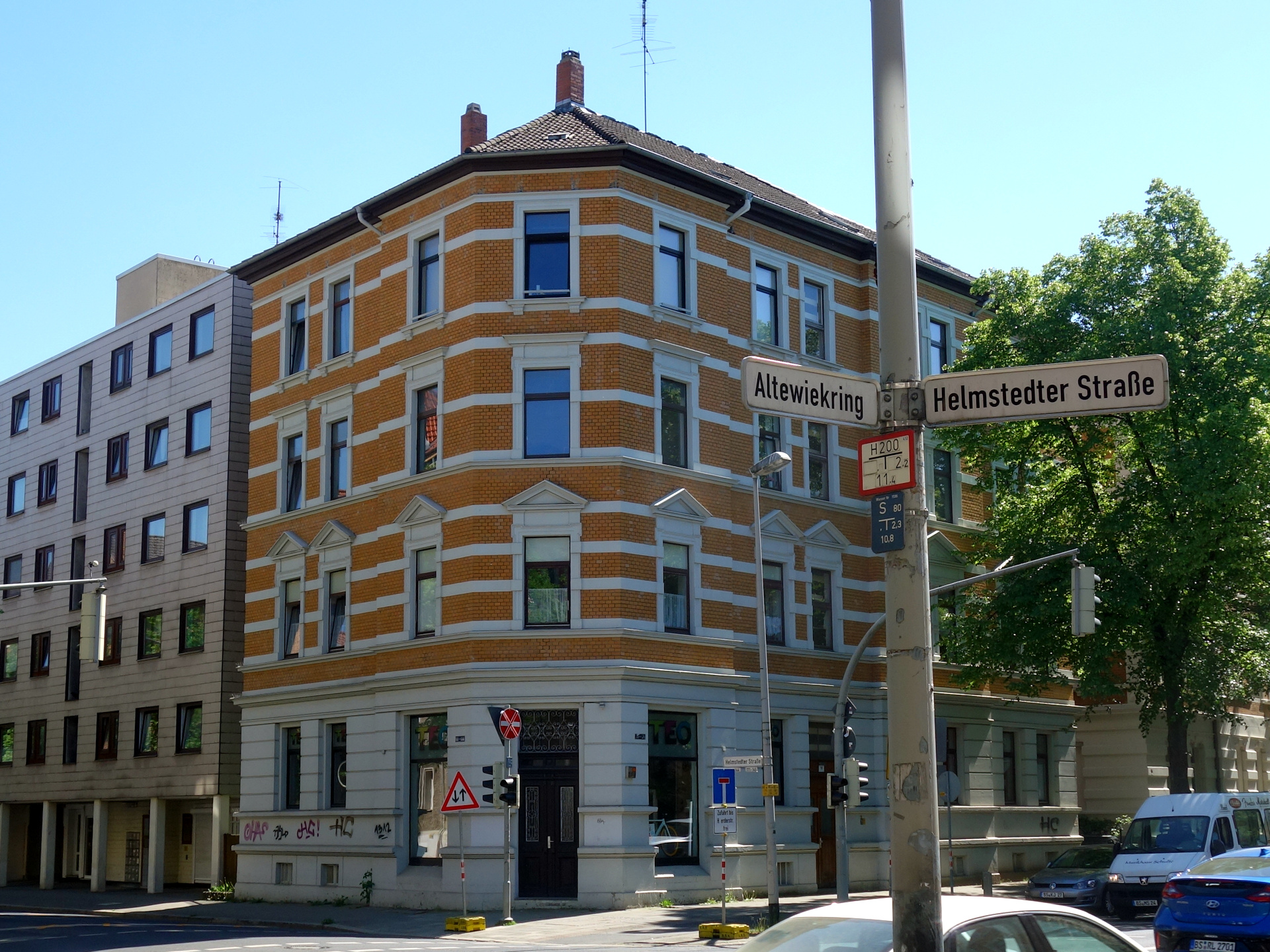
2018: Ansicht Altewiekring 70 von der gegenüberliegenden Kreuzungsseite aus.

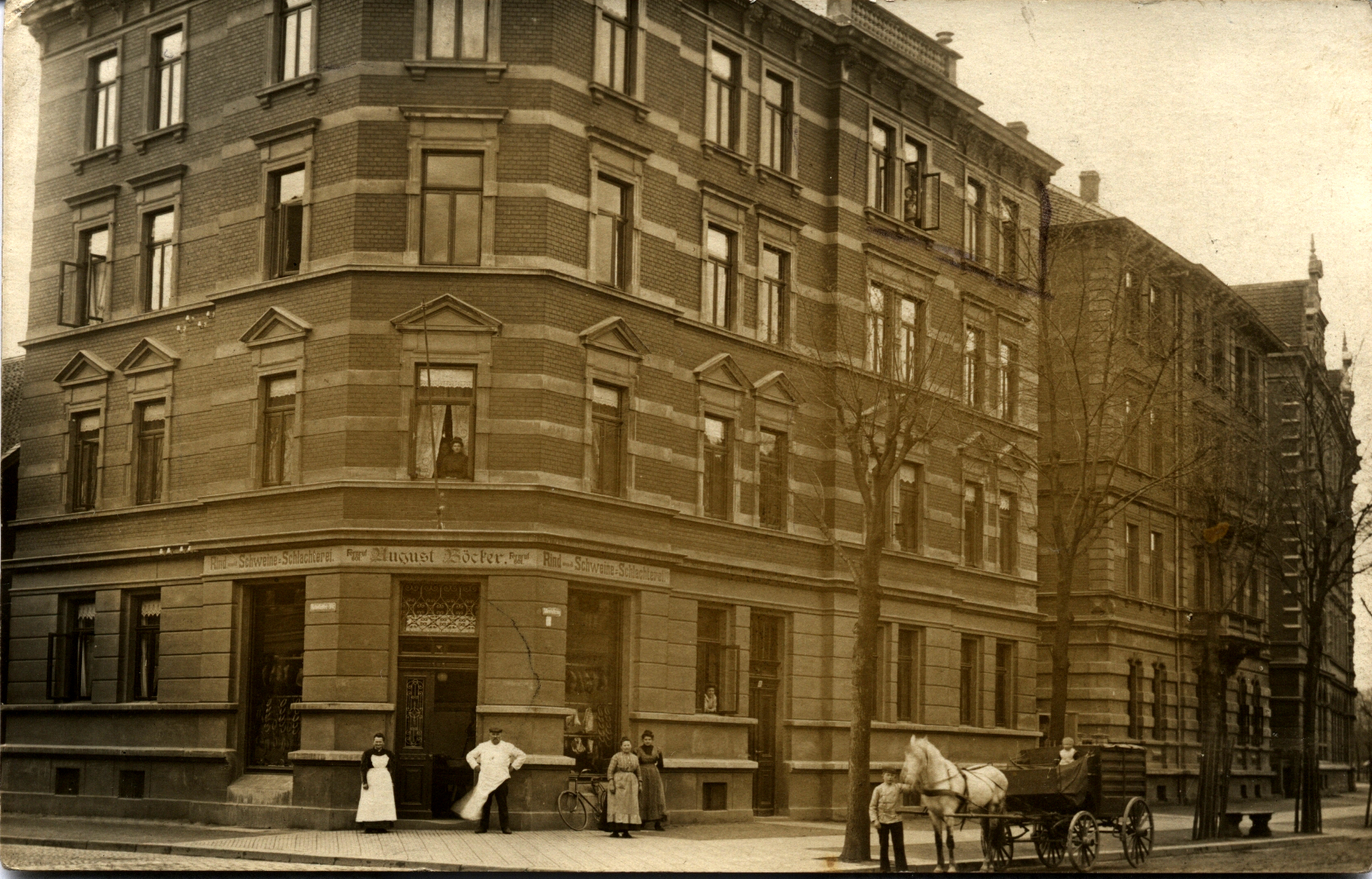
Ansicht Altewiekring 70 um 1900 mit dem Eigentümer A. Böcker und seiner Familie und Angestellten. Erkennbar ist die Attika an der westlichen Dachtraufe.

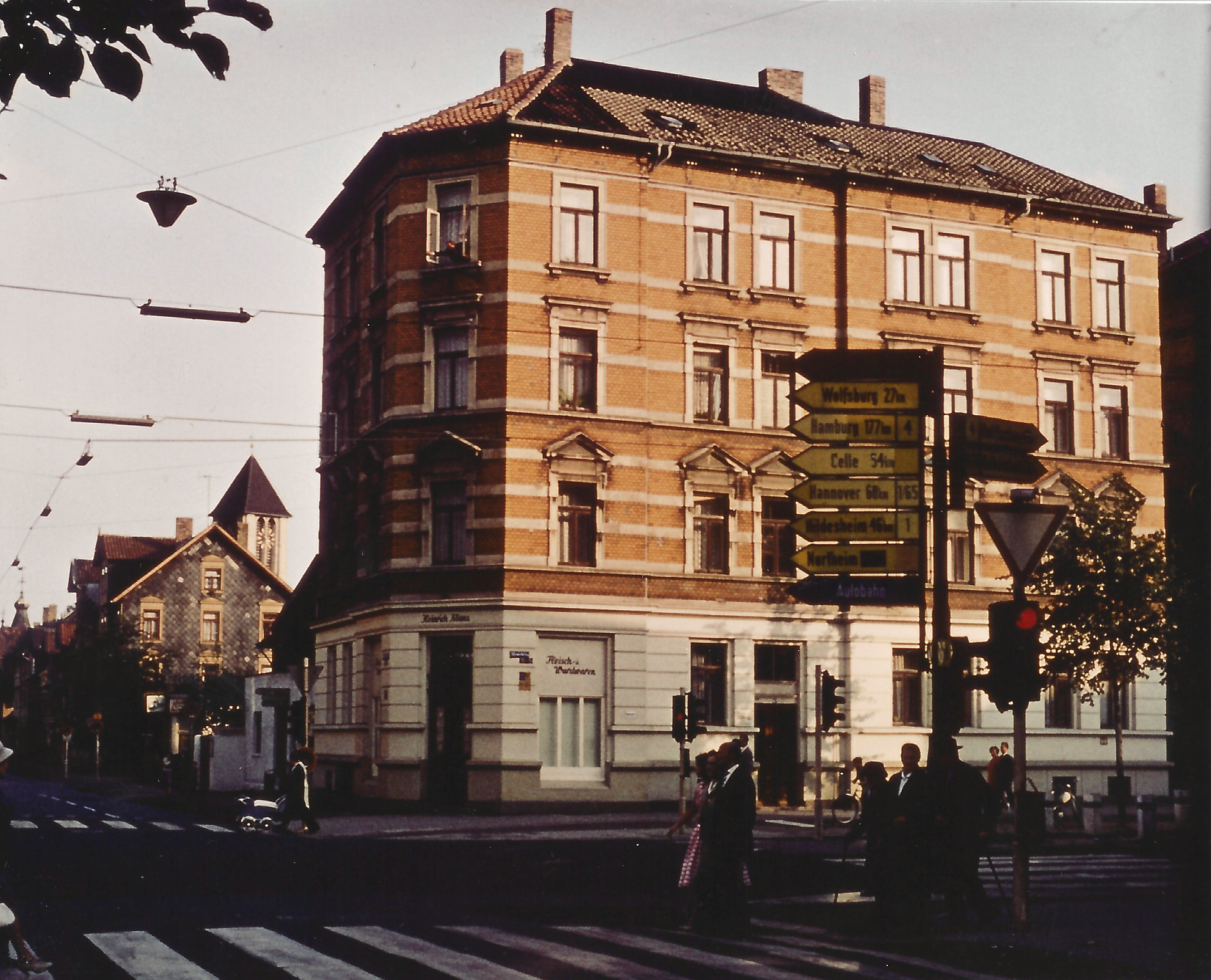
Ansicht Altewiekring 70 vor 1970, erkennbar das nach dem Krieg ausgebesserte Dach.

Das Gebäude Altewiekring 70 an der Ecke Altewiekring und Helmstedter Straße in Braunschweig ist ein 1892 errichtetes Wohn- und Geschäftshaus, in dem ab 1917 der Politiker und spätere Präsident der „Sozialistischen Republik Braunschweig“, August Merges, mit seiner Familie lebte.

## Baubeschreibung
Das Gebäude ist ein viergeschossiges, voll unterkellertes Wohnhaus mit einer zur Straßenkreuzung hin ausgerichteten Front mit dem Eingang zum Ladenlokal. Jedes Geschoss enthält zwei Wohneinheiten je vier Zimmer und Küche, wobei die Wohnung im Erdgeschoss neben dem Laden anders geschnitten und in den Geschäftsbereich integriert war. Dieser wurde bis in die 1970er Jahre als Schlachterei genutzt. Die Fassade ist entsprechend dem damaligen Baustil stockwerkweise unterschiedlich gegliedert und wie das Nebengebäude mit gelben Klinkern verkleidet. Das Dach ist zweigeschossig. Zum Nachbargrundstück an der Südseite sind Blindfenster eingelassen, ebenso in einigen Teilen der Ostfassade.
Die Grundstücksfläche ist mit 316 m² ausgesprochen klein. Neben dem  Wohnhaus mit etwa 220 m² Grundfläche befindet sich noch ein Nebengebäude mit rund 20 m². Dieses wurde als Stall und Remise errichtet und hat eine schmale Zufahrt zum Altewiekring. Zum östlich gelegenen Nachbargrundstück ist lediglich ein Streifen von etwa zwei Metern vorhanden.

### Kriegsschäden und Renovierung
Im Zweiten Weltkrieg wurde das Dachgeschoss im südwestlichen Teil beschädigt, die ursprünglich errichtete Attika an der Westseite wurde im Zuge der Reparatur nicht wieder aufgebaut.
Ende der 1960er und Anfang der 1970er Jahre wurden einige Renovierungsarbeiten zur Verbesserung der Wohnqualität durchgeführt: Umbau der neben der Küche gelegenen Speisekammern zu Duschbädern, Teilung der Etagentoiletten in zwei den Wohnungen zugeordnete Bereiche, Einbau einer zentralen Heizölversorgung und Entfernung der Kohlefeuerung, Ersatz der alten Fenster durch ungeteilte doppelt verglaste Drehkipp-Fenster und Erneuerung der Dacheindeckung. Dies war in der Zeit eine für die Häuser dieser Bauepoche verbreitete Sanierungsstrategie. Später wurde die Fassade saniert.

### Baudenkmal
Laut der Denkmaltopographie Bundesrepublik Deutschland mit Stand von 1996 gehört das Gebäude zu einer denkmalgeschützten Gruppe baulicher Anlagen zwischen Leonhardstraße und Kastanienallee: „Die Häuser Nr. 70 und 71 von 1891 sowie der mit einheitlich gestalteter Fassade zusammengefaßte Komplex Nrn. 72, 73 und 74 sind von demselben Bauherrn/Architekten Maurermeister Wedler erstellt worden. Es handelt sich auch hier wieder um die typischen Putz-/Ziegelfassaden im Stil der Zeit.“

## Geschichte

### Ortsbauplan und Grundstückserwerb

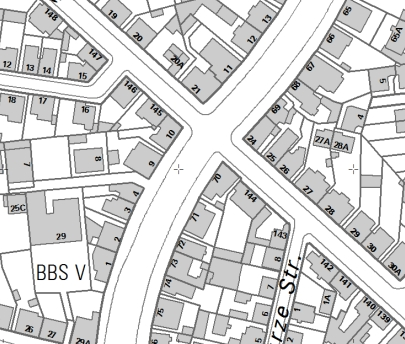
Amtliche Karte der Stadt Braunschweig für den Kreuzungsbereich. (Lizenz siehe WikiCommons).

In dem Ortsbauplan von Ludwig Winter aus dem Jahre 1889 ist der Altewiekring zwischen Helmstedter Straße und Leonhardplatz noch nicht von Gebäuden gesäumt. An der Ostseite endeten die Grundstücke der parallel verlaufenden und bereits bebauten Kurzen Straße. Lediglich am Leonhardplatz ist bereits das Raabe-Haus verzeichnet, das nicht mit einem für Eckhäuser typischen Ladengeschäft ausgeführt wurde.

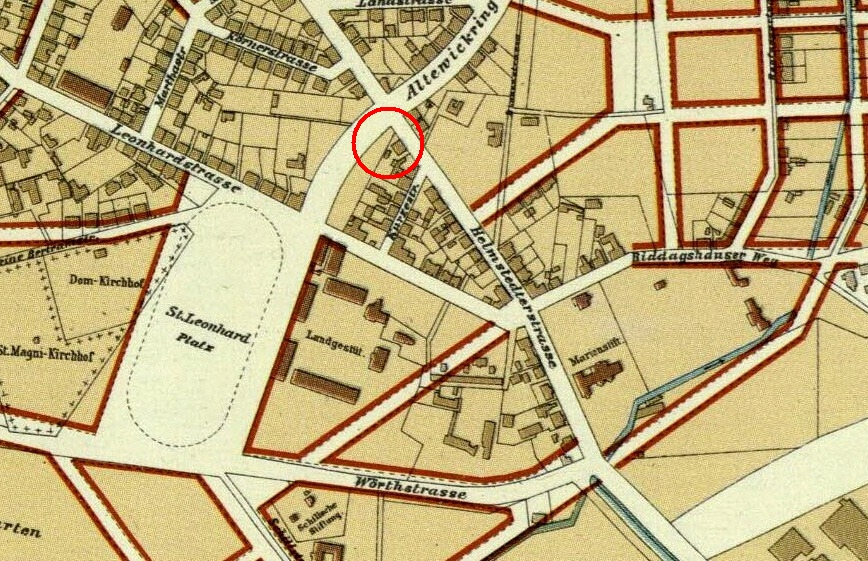
Ausschnitt aus dem Ortsbauplan Ludwig Winters mit Markierung des Grundstücks.

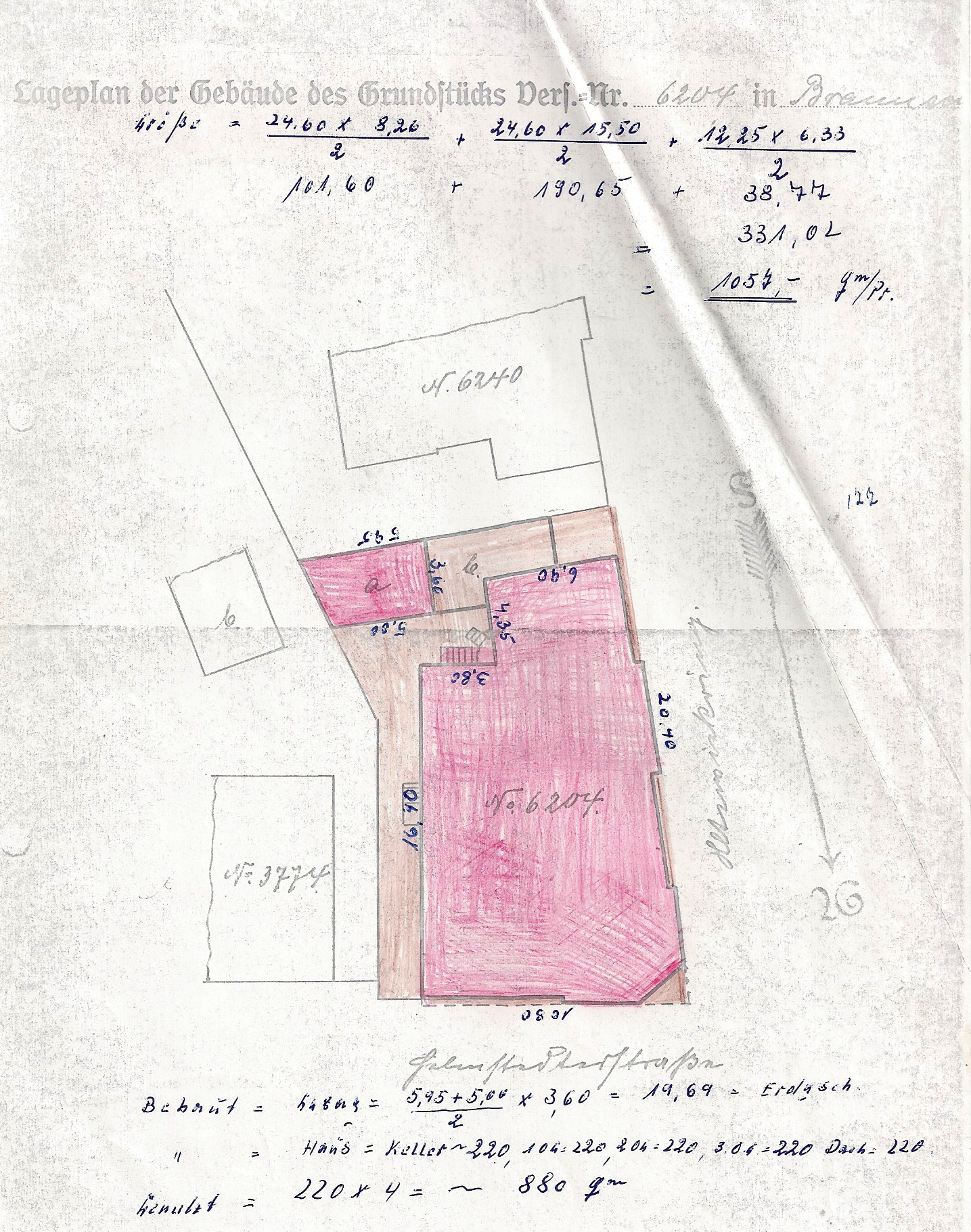
Auszug aus dem Grundbuch mit handschriftlichen Eintragungen der Gebäudemaße, Norden ist unten.

Das spätere Grundstück Altewiekring 70 gehörte zumindest teilweise zu dem bereits vollständig bebauten Nachbargrundstück Helmstedter Straße mit der heutigen Hausnummer 144. Der damalige 43-jährige Eigentümer Schlachtermeister Joseph Stitz verkaufte im Mai 1891 von dem insgesamt 820 m² großen Grundstück den bebauten Teil, der im Grundbuch unter Nr. 3474 gelistet wurde, an das Ehepaar Wahrendorf aus Cremlingen für 30.000 Mark. Diese übernahmen das Ladeninterieur und führten die Schlachterei weiter. Den nordwestlich gelegenen Zwickel zwischen Helmstedter Straße und Altewiekring mit einer nicht näher angegebenen Größe verkaufte er für 4.000 Mark an den 35-jährigen Maurermeister Wedler aus Braunschweig. Im Kaufvertrag wird lediglich der Abstand von 2,3 m zur Giebelwand des bestehenden Wohnhauses angegeben.
Nur kurze Zeit später, am 28. Juli 1891, wurde beim Notar Kuhn an der Theaterpromenade in Braunschweig der Kaufvertrag zwischen Wedler und dem späteren Eigentümer August Böcker (ebenfalls 35 Jahre alt) geschlossen und die Grundstücksgröße mit „3 a 16 qm“ angegeben. In dem Vertrag wird auf den bereits begonnenen Bau des Hauses und eine vorliegende Baugenehmigung des Stadtbauamtes verwiesen. Der Fertigstellungstermin aller Baulichkeiten wurde auf den 1. März 1892 und die Übergabe des kompletten Wohn- und Geschäftshauses einschließlich Nebengebäude auf den 1. April 1892 festgelegt. Dem Kaufvertrag liegt eine detaillierte Kostenaufstellung für alle Gewerke an, die mit 41.928,49 Mark und einem Grundstückspreis von 12.700 Mark abschließt. Der Kaufpreis betrug 55.000 Mark.

### Schlachtereibetrieb und Eigentümer
August Böcker, der bis dahin bereits eine Schlachterei an der Steige in Braunschweig betrieb, zog in das neu errichtete Gebäude um und betrieb spätestens ab Oktober 1893 in unmittelbarer Nachbarschaft zu dem Wahrendorfschen Betrieb sein Schlachterei-Gewerbe. Beide Betriebe existierten bis in die 1960er Jahre nebeneinander. Er selbst bezog mit seiner Familie die Wohnungen im Obergeschoss, Gesellen und Hilfskräfte wohnten unter dem Dach oder in den Zimmern neben der Schlachterei im Erdgeschoss.
Sein Sohn Walter erlernte ebenfalls das Schlachterhandwerk und arbeitete zeitweise im väterlichen Betrieb. Durch den Kriegsdienst wurde er jedoch Invalide und starb bereits 1930. Nach dem Tod des Vaters ebenfalls 1930 wurde der Betrieb durchgehend an verschiedene Schlachter verpachtet. Wie auch die Lebensmittelläden in der unmittelbaren Nachbarschaft wurden die Geschäfte im Laufe der 1970er Jahre aufgegeben. Der Laden wurde anschließend an eine Werbeagentur und später an diverse andere Gewerbetreibende wie Fahrradhändler und Friseure vermietet. 2018 befindet sich dort ein Fahrradhersteller.
Walter Böcker hinterließ eine Frau mit drei Töchtern, die auch nach dem Tod der Mutter als Erbengemeinschaft die Verwaltung fortführten und dort wohnten. Die Wohnqualität am Altewiekring verschlechterte sich durch das steigende Verkehrsaufkommen stetig, so dass das Grundstück 1977 verkauft wurde. Es ist zwischenzeitlich an verschiedene Eigentümer übergegangen und in Privatbesitz. Eine Erbin lebte bis 1993 in der großväterlichen Wohnung im dritten Obergeschoss.

## Wohnung von August Merges und seiner Familie

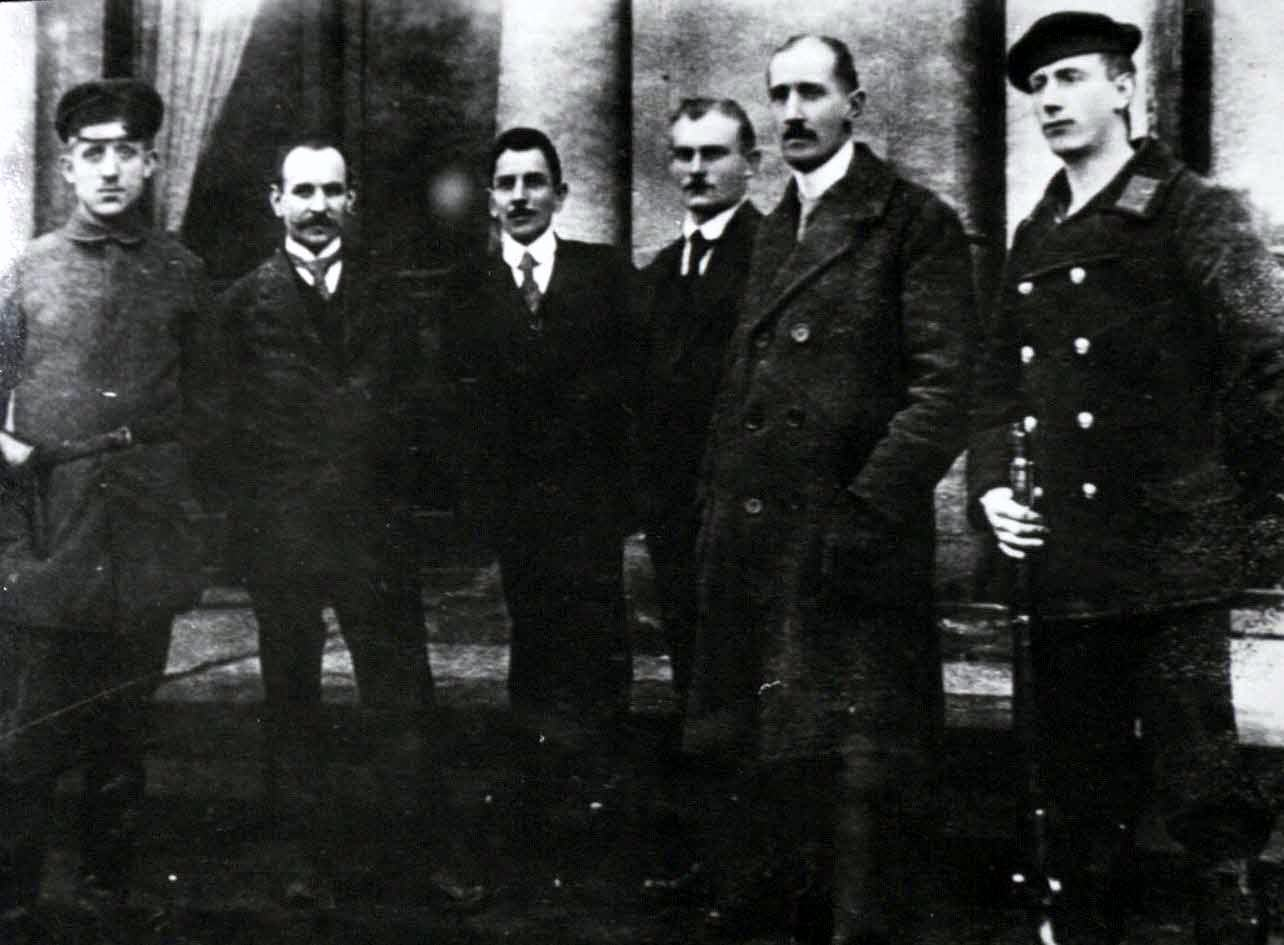
8. November 1918, Novemberrevolution in Braunschweig: Die Delegation des Arbeiter- und Soldatenrates (v. l. n. r.: Friedrich Schubert, Henry Finke, August Merges, Paul Gmeiner, Hermann Schweiß und Hermann Meyer.)

August Merges war laut Braunschweiger Adressbuch von 1912 am Marstall 12 und 1917 im Hause Ölschlägern 29 im dritten Obergeschoss mit der Berufsbezeichnung Expedient gemeldet. Vermutlich betrifft dies seine Tätigkeit beim Braunschweiger Volksfreund. Im Adressbuch von 1918 erscheint er unter der Adresse Altewiekring 70 im zweiten Obergeschoss. Er und seine Familie wohnten im südlichen Teil des Gebäudes, also vom Altewiekring aus betrachtet im rechten Teil.
Im Adressbuch von 1919 lautet der Eintrag:
Merges, August, Präsident d. Republik Braunschweig, Altewiekring 70 II.
Das Adressbuch von 1920 führt ihn unter seinem ursprünglich erlernten Beruf Schneider, später (u. a. 1929) lautet die Berufsbezeichnung „vorm. Schneider“.

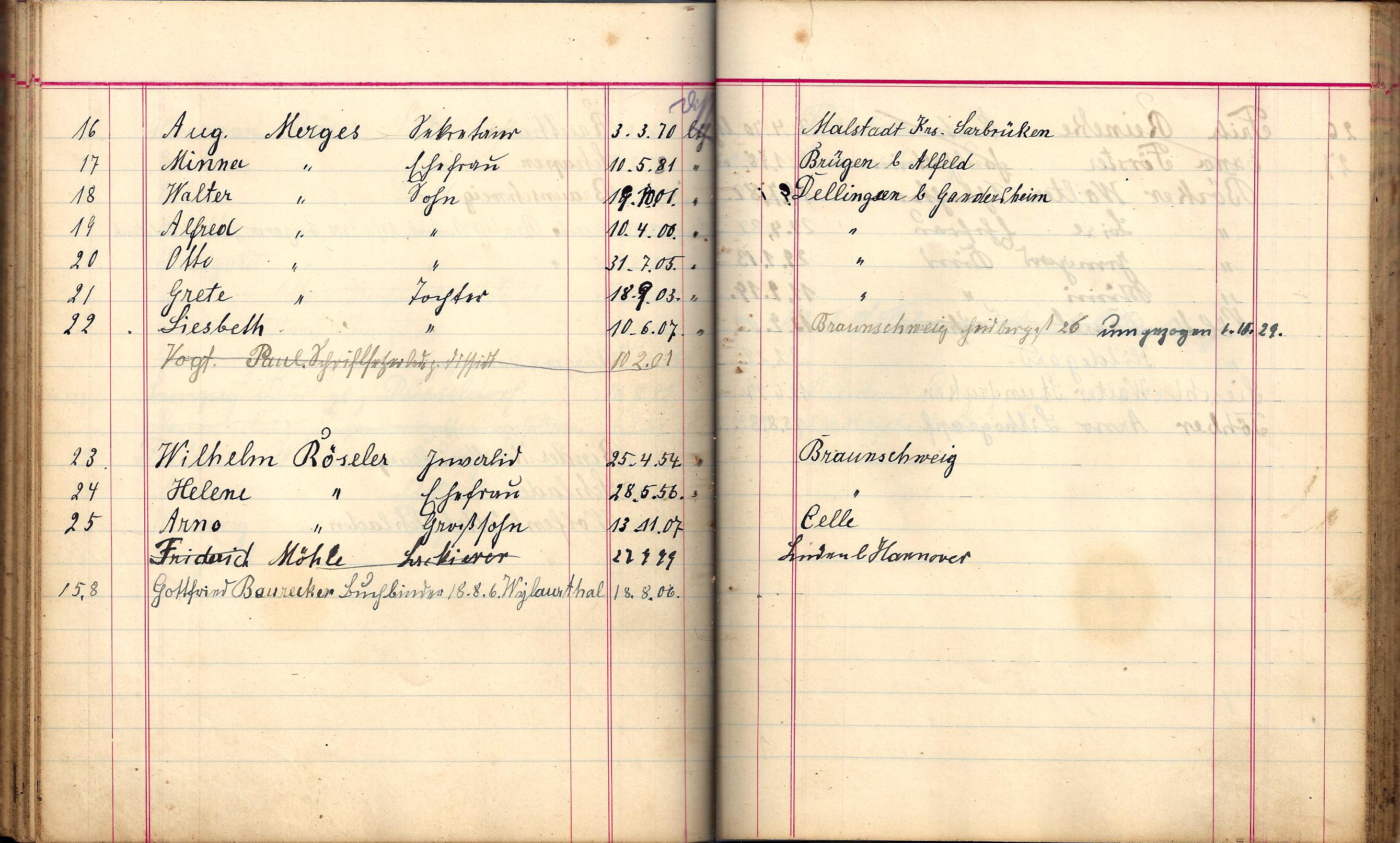
Auszug aus dem handschriftlich geführten Bewohnerverzeichnis, das die Familienmitglieder Merges auflistet.

In den überlieferten Hausunterlagen der Eigentümer ist die gesamte Familie aufgelistet, so lautet der Eintrag 1920 mit fortlaufenden Nummern (wortgetreue Wiedergabe):
- 16 Aug. Merges Sekretair 3.3.70 Malstadt Krs. Saarbrüken
- 17 Minna Merges Ehefrau 10.5.81 Brügen b. Alfeld
- 18 Walter Merges Sohn 19.10.01 Dellingsen b. Gandersheim
- 19 Alfred Merges Sohn 10.4.00 Dellingsen b. Gandersheim
- 20 Otto Merges Sohn 31.7.05 Dellingsen b. Gandersheim
- 21 Grete Merges Tochter 18.9.03 Dellingsen b. Gandersheim
- 22 Liesbeth Merges Tochter 10.6.07 Braunschweig Heidbergstr. 26 umgezogen 6.10.29

Die entsprechende Auflistung von 1925 gibt für die Kinder auch die Berufsbezeichnungen wieder:
- Merges August 3.3.70
- Merges Minna 10.5.81
- Merges Walter Sohn Schriftsetzer 19.10.01
- Merges Grete Tochter Kunstweberin 18.9.03 (Anm.: Margarete)
- Merges Otto Sohn Buchdrucker 31.7.05
- Merges Lieseth Tochter Lerling (Anm.: soll heißen Lisbeth Lehrling)
- Krull Artur Schlosser 18.1.98 (Anm.: Arthur, Ehemann von Margarete Merges)

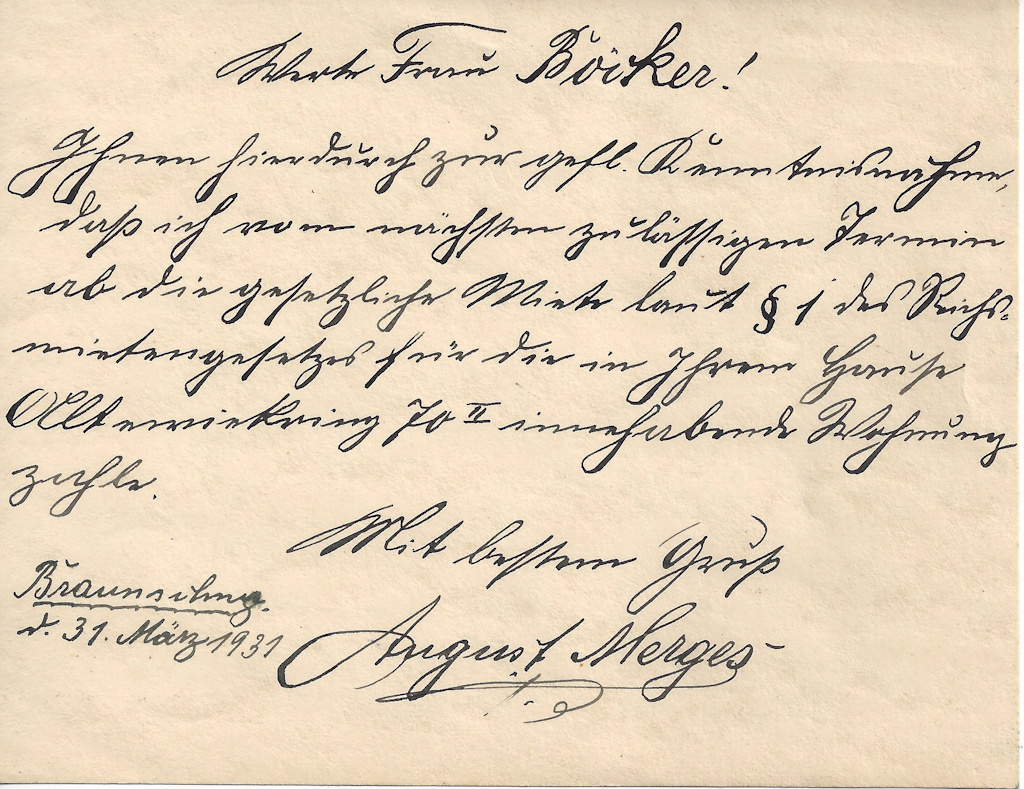
Originalanschreiben von August Merges an seine Vermieterin von 1931.

Ebenfalls überliefert sind die Mietzahlungen, die nach der Inflation 1924 14 Mark pro Monat betrug und stetig stieg. Am 31. März 1931 schrieb Merges an die Eigentümerin:
„Werte Frau Böcker!
Ihnen hierdurch zur gefl. Kenntnisnahme, dass ich vom nächsten zulässigen Termin ab die gesetzliche Miete laut § 1 des Reichsmietengesetzes für die in Ihrem Hause Altewiekring 70 II innehabende Wohnung zahle.
Mit bestem Gruß
August Merges.
Braunschweig, d. 31. März 1931“
Nach August Merges’ Tod am 6. März 1945 lebte seine Witwe bis zu ihrem Tode 1974 mit ihrer Tochter Margarete und deren Mann Arthur Krull weiter in der Wohnung. Margarete betrieb eine Kunststopferei. Ihr Mann starb in den 1960er Jahren, sie verließ den Altewiekring Ende der 1970er Jahre.
Otto Merges war 1939 im Erdgeschoss der Jahnstraße 24 gemeldet und wurde dort 1970 als Rentner geführt. Walter wohnte später im 2. OG der Salzdahlumer Straße 65, seine Berufsbezeichnung war 1942 Kalkulator und 1970 ebenfalls Rentner.

## Mündliche Überlieferungen
Von verschiedenen früheren Nachbarn und von Walter Böckers Tochter Irmgard (geb. 1913) ist folgendes überliefert: Als sie 1919, in der Spätphase der Novemberrevolution in Braunschweig aus dem an der heutigen Georg-Westermann-Allee gelegenen Garten nach Hause kam, war die gesamte Straße bis hinauf zum Dachboden des Hauses von Soldaten gesäumt, die nach Merges suchten, ihn aber nicht fanden. In den 1930er Jahren hatte die Eigentümerin bereits vor der Machtübernahme der Nationalsozialisten ein Hitler-Bild im Wohnzimmer hängen. Bei offiziellen Anlässen hing zum Altewiekring die Hakenkreuz-Fahne, während August Merges nach hinten raus die Rote Fahne hisste.